# Quinto Parmeggiani
Quinto Parmeggiani, né le 3 mars 1926 et mort le 3 janvier 2018 à Bologne, est un acteur italien de cinéma, de théâtre et de télévision.

## Filmographie

### Cinéma
- 1962 : Une histoire milanaise, d'Eriprando Visconti : le journaliste
- 1963 : Les Monstres : l'éditeur en chef
- 1964 : La Femme, quelle chose merveilleuse ! (La donna è una cosa meravigliosa) de Mauro Bolognini : Quinto
- 1966 : Le piacevoli notti
- 1966 : Ces messieurs dames : Giovanni Soligo
- 1970 : Concerto per pistola solista : Lawrence Carter
- 1972 : Obsédé malgré lui : Captain Leonardi
- 1972 : Abus de pouvoir : rédacteur en chef de Gagliardi
- 1974 : On demande professeur accompagné de ses parents : prof. Quittaro
- 1974 : Permettete, signora, che ami vostra figlia : chimiste
- 1974 : Identikit : serveur à l'hôtel
- 1974 : Philo Vance (mini-série télévisée) : major Benson
- 1975 : La banca di Monate : Professeur Balossi
- 1975 : En 2000, il conviendra de bien faire l'amour : De Renzi
- 1976 : ...e tanta paura de Paolo Cavara : Angelo Scanavini
- 1977 : Stato interessante : Ignazio (première histoire)
- 1979 : Le Manteau d'astrakan (Il cappotto di Astrakan) de Marco Vicario : l'écrivain
- 1988 : Domani, domani (Domani accadrà) de Daniele Luchetti
- 1994 : Siete mil días juntos
- 1996 : Forza Roma : prof. De Stefanis
- 1999 : Amor nello specchio : père Attanasio

### Télévision
- 1964 - 1968 : Le inchieste del commissario Maigret (série télévisée, deux épisodes)
- 1966 : Le avventure di Laura Storm (série télévisée)
- 1966 : Il conte di Montecristo (mini-série télévisée) : Caderousse
- 1968 :  Il circolo Pickwick (série télévisée) : Dowler
- 1969 : Le Secret de Santa Vittoria : Copa
- 1970 : Viaggio di ritorno (téléfilm)
- 1970 : Marcovaldo  (mini-série télévisée) : docteur Godifredo
- 1970 : Die Welt des Pirandello - Liebe! - Liebe?  (téléfilm) : Respi
- 1970 : Michel Strogoff (mini-série télévisée)
- 1978 : Il processo (téléfilm) : Titorelli
- 1978 : Morte di un seduttore di paese (téléfilm)
- 1978 : Disonora il padre (mini-série télévisée)